# هوهانس هامبارتسومیان
هُوْهانِس سارگیسی هامبارتسومیان (به ارمنی: Հովհաննես Սարգիսի Համբարձումյան) (متولد ۴ اکتبر ۱۹۹۰ در ایروان)، بازیکن فوتبال در پست هافبک اهل ارمنستان می‌باشد. او هم‌اکنون برای تیم باشگاهی آنورتوسیس فاماگوستا
بازی می‌کند

## باشگاهی
این بازیکن سابقه بازی در تیم باشگاهی بانانتس، واردار، انوسیس نئون پارالیمنی، آنورتوسیس فاماگوستا را نیز در کارنامه دارد.

## تیم ملی
وی همچنین در تیم‌های ملی فوتبال زیر ۱۹ سال ارمنستان، زیر ۲۱ سال ارمنستان و همچنین تیم ملی فوتبال ارمنستان بازی کرده‌است. هامابارتسومیان نخستین بازی ملی خود را که یک بازی دوستانه بود در تاریخ ۱۱ اوت ۲۰۱۰ در ایروان در مقابل ایران انجام داده‌است.

### گل‌های ملی
As of match played 18 November 2020. Armenia score listed first, score column indicates score after each Hambardzumyan goal. Score and Result show Armenia's goal tally first.
| No. | تاریخ          | ورزشگاه                                                        | حریف            | گل‌زده | نتیجه | رقابت                                              |
| --- | -------------- | -------------------------------------------------------------- | --------------- | ----- | ----- | -------------------------------------------------- |
| ۱.  | ۱ ژوئن ۲۰۱۶    | ورزشگاه استاب هاب سنتر، کارسون، کالیفرنیا، ایالات متحده آمریکا | السالوادور      | ۲–۰   | ۴–۰   | بازی دوستانه                                       |
| ۲.  | ۵ اکتبر ۲۰۱۷   | ورزشگاه جمهوریت وازگن سارگسیان، ایروان، ارمنستان               | لهستان          | ۱–۳   | ۱–۶   | مرحله مقدماتی جام جهانی فوتبال ۲۰۱۸ – گروه E اروپا |
| ۳.  | ۸ سپتامبر ۲۰۱۹ | ورزشگاه جمهوریت وازگن سارگسیان، ایروان، ارمنستان               | بوسنی و هرزگوین | ۳–۲   | ۴–۲   | UEFA Euro 2020 qualification                       |
| ۴.  | ۱۸ نوامبر ۲۰۲۰ | ورزشگاه جی‌اس‌پی، نیکوزیا، قبرس                                  | مقدونیه شمالی   | ۱–۰   | ۱–۰   | 2020–21 UEFA Nations League C                      |

## افتخارات

### باشگاهی
باشگاه فوتبال بانانتس
- لیگ برتر فوتبال ارمنستان قهرمان (۱): ۲۰۱۳–۱۴
- لیگ برتر فوتبال ارمنستان نایب قهرمان (۱): ۲۰۱۰
- جام استقلال ارمنستان نایب قهرمان (۳): ۲۰۰۸, جام استقلال ارمنستان (۲۰۰۹), ۲۰۱۰
- سوپر جام فوتبال ارمنستان نایب قهرمان (۲): ۲۰۰۸، ۲۰۱۰

## تیم ملی
وی همچنین در تیم ملی فوتبال ارمنستان بازی کرده‌است. هامبارتسومیان نخستین بازی ملی خود را که یک بازی دوستانه بود در تاریخ ۱۱ اوت ۲۰۱۰ در ایروان در مقابل ایران انجام داده‌است.